# Hymenochirus
A Hymenochirus a kétéltűek (Amphibia) osztályába, a békák (Anura) rendjébe és a pipabékafélék (Pipidae) családjába tartozó nem. A nembe tartozó fajok Afrika trópusi és szubtrópusi területein, főleg a Kongó-medencében honosak.

## Jellemzőik
A Hymenochirus nembe tartozó fajok teljes életüket a víz alatt töltik, csak levegővétel céljából merülnek fel a felszínre. Testméretük kicsi, testtömegük csupán néhány gramm. Színük változatos, többnyire olajzöldtől barnáig terjed, melyet fekete foltok tarkítanak. Átlagos élettartamuk öt év, de akár húsz évig is élhetnek.
Hátsó lábukon apró, fekete karmok találhatók, erről adta nekik egyik felfedezőjük, Oskar Boettger eredetileg a afrikai törpe karmosbéka nevet, bár mivel karmaikat hamar elvesztik a köves folyóágyban, napjainkban már csak afrikai törpebéka néven hivatkoznak rájuk.

## Rendszerezésük
A nembe az alábbi fajok tartoznak:
- Hymenochirus boettgeri (Tornier, 1896)
- Hymenochirus boulengeri de Witte, 1930
- Törpe karmosbéka (Hymenochirus curtipes) Noble, 1924
- Hymenochirus feae Boulenger, 1906